# Walentina Konstantinowna Fokina
Walentina Konstantinowna Fokina (russisch Валентина Константиновна Фокина, engl. Transkription Valentina Fokina, geb. Schtscholokowa, Щёлокова, Shcholokova; * 24. März 1920; † 28. Juni 1977) war eine sowjetische Hürdenläuferin und Sprinterin.
Bei den Leichtathletik-Europameisterschaften 1946 in Oslo gewann sie Bronze über 80 m Hürden und in der 4-mal-100-Meter-Staffel.

## Persönliche Bestzeiten
- 100 m: 12,5 s, 1944
- 80 m Hürden: 11,5 s, 4. September 1947, Charkiw